# Petrocheles
Petrocheles is een geslacht van kreeftachtigen uit de klasse van de Malacostraca (hogere kreeftachtigen).

## Soorten
- Petrocheles australiensis (Miers, 1876)
- Petrocheles spinosus (Miers, 1876)